# WTA Tour 2005
Il WTA Tour 2005 è iniziato il 3 gennaio con il Mondial Australian Women's Hardcourts 2005 e l'ASB Classic 2005 e si è concluso il 13 novembre con la finale del WTA Tour Championships 2005.
Il WTA Tour è una serie di tornei femminili di tennis organizzati dalla WTA. Questa include i tornei del Grande Slam (organizzati in collaborazione con la International Tennis Federation (ITF)), il WTA Tour Championships e i tornei delle categorie Tier I, Tier II, Tier III, Tier IV e Tier V.

## Gennaio
| Settimana  | Torneo                                                                                      | Categoria   | Vincitrici                                                  | Finaliste                               | Semifinaliste                             | Eliminate ai quarti                                                 |
| ---------- | ------------------------------------------------------------------------------------------- | ----------- | ----------------------------------------------------------- | --------------------------------------- | ----------------------------------------- | ------------------------------------------------------------------- |
| 3 gennaio  | Mondial Australian Women's Hardcourts 2005 Gold Coast, Australia Cemento Singolare - Doppio | Tier III    | Patty Schnyder 1–6, 6–3, 7–5                                | Samantha Stosur                         | Silvia Farina Elia Tatiana Golovin        | Nadia Petrova Magdalena Maleeva Flavia Pennetta Sesil Karatančeva   |
| 3 gennaio  | Mondial Australian Women's Hardcourts 2005 Gold Coast, Australia Cemento Singolare - Doppio | Tier III    | Elena Lichovceva 6–3, 6–4                                   | Maria Elena Camerin Silvia Farina Elia  | Silvia Farina Elia Tatiana Golovin        | Nadia Petrova Magdalena Maleeva Flavia Pennetta Sesil Karatančeva   |
| 3 gennaio  | ASB Classic 2005 Auckland, Nuova Zelanda Cemento Singolare - Doppio                         | Tier IV     | Katarina Srebotnik 5–7, 7–5, 6–4                            | Shinobu Asagoe                          | Amy Frazier Marion Bartoli                | Tat'jana Panova Janette Husárová Shahar Peer Jelena Janković        |
| 3 gennaio  | ASB Classic 2005 Auckland, Nuova Zelanda Cemento Singolare - Doppio                         | Tier IV     | Shinobu Asagoe Katarina Srebotnik 6–3, 6–3                  | Leanne Baker Francesca Lubiani          | Amy Frazier Marion Bartoli                | Tat'jana Panova Janette Husárová Shahar Peer Jelena Janković        |
| 10 gennaio | Medibank International 2005 Sydney, Australia Cemento Singolare - Doppio                    | Tier II     | Alicia Molik 6(5)–7, 6–4, 7–5                               | Samantha Stosur                         | Elena Dement'eva Peng Shuai               | Lindsay Davenport Patty Schnyder Fabiola Zuluaga Nadia Petrova      |
| 10 gennaio | Medibank International 2005 Sydney, Australia Cemento Singolare - Doppio                    | Tier II     | Bryanne Stewart Samantha Stosur Walkover                    | Elena Dement'eva Ai Sugiyama            | Elena Dement'eva Peng Shuai               | Lindsay Davenport Patty Schnyder Fabiola Zuluaga Nadia Petrova      |
| 12 gennaio | Tasmanian International 2005 Hobart, Australia Cemento Singolare - Doppio                   | Tier V      | Zheng Jie 6–2, 6–0                                          | Gisela Dulko                            | Li Na Iveta Benešová                      | Marta Domachowska Klára Koukalová Nicole Vaidišová Květa Peschke    |
| 12 gennaio | Tasmanian International 2005 Hobart, Australia Cemento Singolare - Doppio                   | Tier V      | Yan Zi Zheng Jie 6–4, 7–5                                   | Anabel Medina Garrigues Dinara Safina   | Li Na Iveta Benešová                      | Marta Domachowska Klára Koukalová Nicole Vaidišová Květa Peschke    |
| 12 gennaio | Canberra Women's Classic 2005 Canberra, Australia Cemento Singolare - Doppio                | Tier V      | Ana Ivanović 7–5, 6–1                                       | Melinda Czink                           | Juliana Fedak Lindsay Lee-Waters          | Silvia Farina Elia Marion Bartoli Anca Barna Marlene Weingärtner    |
| 12 gennaio | Canberra Women's Classic 2005 Canberra, Australia Cemento Singolare - Doppio                | Tier V      | Tathiana Garbin Tina Križan 7–5, 1–6, 6–4                   | Gabriela Navrátilová Michaela Paštiková | Juliana Fedak Lindsay Lee-Waters          | Silvia Farina Elia Marion Bartoli Anca Barna Marlene Weingärtner    |
| 17 gennaio | Australian Open 2005 Melbourne, Australia Cemento Singolare - Doppio - Doppio misto         | Grande Slam | Serena Williams 2–6, 6–3, 6–0                               | Lindsay Davenport                       | Nathalie Dechy Marija Šarapova            | Alicia Molik Patty Schnyder Svetlana Kuznecova Amélie Mauresmo      |
| 17 gennaio | Australian Open 2005 Melbourne, Australia Cemento Singolare - Doppio - Doppio misto         | Grande Slam | Svetlana Kuznecova Alicia Molik 6–3, 6–4                    | Lindsay Davenport Corina Morariu        | Nathalie Dechy Marija Šarapova            | Alicia Molik Patty Schnyder Svetlana Kuznecova Amélie Mauresmo      |
| 17 gennaio | Australian Open 2005 Melbourne, Australia Cemento Singolare - Doppio - Doppio misto         | Grande Slam | Doppio Misto: Scott Draper Samantha Stosur 6–2, 2–6, 7–6(6) | Kevin Ullyett Liezel Huber              | Nathalie Dechy Marija Šarapova            | Alicia Molik Patty Schnyder Svetlana Kuznecova Amélie Mauresmo      |
| 31 gennaio | Toray Pan Pacific Open 2005 Tokyo, Giappone Cemento Singolare - Doppio                      | Tier I      | Marija Šarapova 6–1, 3–6, 7–6(5)                            | Lindsay Davenport                       | Svetlana Kuznecova Shinobu Asagoe         | Iveta Benešová Daniela Hantuchová Elena Dement'eva Elena Lichovceva |
| 31 gennaio | Toray Pan Pacific Open 2005 Tokyo, Giappone Cemento Singolare - Doppio                      | Tier I      | Janette Husárová Elena Lichovceva 6–4, 6–3                  | Lindsay Davenport Corina Morariu        | Svetlana Kuznecova Shinobu Asagoe         | Iveta Benešová Daniela Hantuchová Elena Dement'eva Elena Lichovceva |
| 31 gennaio | Pattaya Women's Open 2005 Pattaya City, Thailandia Cemento Singolare - Doppio               | Tier IV     | Conchita Martínez 6–3, 3–6, 6–3                             | Anna-Lena Grönefeld                     | Evgenija Lineckaja Virginia Ruano Pascual | Vera Zvonarëva Shahar Peer Al'ona Bondarenko Magüi Serna            |
| 31 gennaio | Pattaya Women's Open 2005 Pattaya City, Thailandia Cemento Singolare - Doppio               | Tier IV     | Marion Bartoli Anna-Lena Grönefeld 6–3, 6–2                 | Marta Domachowska Silvija Talaja        | Evgenija Lineckaja Virginia Ruano Pascual | Vera Zvonarëva Shahar Peer Al'ona Bondarenko Magüi Serna            |

## Febbraio
| Settimana   | Torneo                                                                                | Categoria | Vincitrici                                           | Finaliste                                              | Semifinaliste                              | Eliminate ai quarti                                                            |
| ----------- | ------------------------------------------------------------------------------------- | --------- | ---------------------------------------------------- | ------------------------------------------------------ | ------------------------------------------ | ------------------------------------------------------------------------------ |
| 7 febbraio  | Open Gaz de France 2005 Parigi, Francia Cemento (indoor) Singolare - Doppio           | Tier II   | Dinara Safina 6–4, 2–6, 6–3                          | Amélie Mauresmo                                        | Tatiana Golovin Nadia Petrova              | Serena Williams Silvia Farina Elia Marion Bartoli Magdalena Maleeva            |
| 7 febbraio  | Open Gaz de France 2005 Parigi, Francia Cemento (indoor) Singolare - Doppio           | Tier II   | Iveta Benešová Květa Peschke 6–2, 2–6, 6–2           | Anabel Medina Garrigues Dinara Safina                  | Tatiana Golovin Nadia Petrova              | Serena Williams Silvia Farina Elia Marion Bartoli Magdalena Maleeva            |
| 7 febbraio  | Hyderabad Open 2005 Hyderabad, India Cemento Singolare - Doppio                       | Tier IV   | Sania Mirza 6–4, 5–7, 6–3                            | Al'ona Bondarenko                                      | Marija Kirilenko Anna-Lena Grönefeld       | Li Na Tzipora Obziler Marie-Ève Pelletier Sun Tiantian                         |
| 7 febbraio  | Hyderabad Open 2005 Hyderabad, India Cemento Singolare - Doppio                       | Tier IV   | Yan Zi Zheng Jie 6–4, 6–1                            | Li Ting Sun Tiantian                                   | Marija Kirilenko Anna-Lena Grönefeld       | Li Na Tzipora Obziler Marie-Ève Pelletier Sun Tiantian                         |
| 14 febbraio | Proximus Diamond Games 2005 Anversa, Belgio Cemento (indoor) Singolare - Doppio       | Tier II   | Amélie Mauresmo 4–6, 7–5, 6–4                        | Venus Williams                                         | Alicia Molik Anastasija Myskina            | Patty Schnyder Klára Koukalová Kim Clijsters Katarina Srebotnik                |
| 14 febbraio | Proximus Diamond Games 2005 Anversa, Belgio Cemento (indoor) Singolare - Doppio       | Tier II   | Cara Black Els Callens 3–6, 6–4, 6–4                 | Anabel Medina Garrigues Dinara Safina                  | Alicia Molik Anastasija Myskina            | Patty Schnyder Klára Koukalová Kim Clijsters Katarina Srebotnik                |
| 14 febbraio | Cellular South Cup Memphis, USA Cemento (indoor) Singolare - Doppio                   | Tier III  | Vera Zvonarëva 7–6(3), 6–2                           | Meghann Shaughnessy                                    | Evgenija Lineckaja Nicole Vaidišová        | Kateryna Bondarenko Akiko Morigami Cho Yoon-jeong Jamea Jackson                |
| 14 febbraio | Cellular South Cup Memphis, USA Cemento (indoor) Singolare - Doppio                   | Tier III  | Miho Saeki Yuka Yoshida 6–3, 6–4                     | Laura Granville Abigail Spears                         | Evgenija Lineckaja Nicole Vaidišová        | Kateryna Bondarenko Akiko Morigami Cho Yoon-jeong Jamea Jackson                |
| 14 febbraio | Copa Colsanitas 2005 Bogotà, Colombia Terra rossa Singolare - Doppio                  | Tier III  | Flavia Pennetta 7–6(4), 6–4                          | Lourdes Domínguez Lino                                 | Fabiola Zuluaga Clarisa Fernández          | Catalina Castaño Eva Birnerová Emmanuelle Gagliardi Barbora Záhlavová-Strýcová |
| 14 febbraio | Copa Colsanitas 2005 Bogotà, Colombia Terra rossa Singolare - Doppio                  | Tier III  | Emmanuelle Gagliardi Tina Pisnik 6–4, 6–3            | Ľubomíra Kurhajcová Barbora Záhlavová-Strýcová         | Fabiola Zuluaga Clarisa Fernández          | Catalina Castaño Eva Birnerová Emmanuelle Gagliardi Barbora Záhlavová-Strýcová |
| 21 febbraio | Qatar Total Open 2005 Doha, Qatar Cemento Singolare - Doppio                          | Tier II   | Marija Šarapova 4–6, 6–1, 6–4                        | Alicia Molik                                           | Amélie Mauresmo Daniela Hantuchová         | Marija Kirilenko Francesca Schiavone Conchita Martínez Marion Bartoli          |
| 21 febbraio | Qatar Total Open 2005 Doha, Qatar Cemento Singolare - Doppio                          | Tier II   | Alicia Molik Francesca Schiavone 6–3, 6–4            | Cara Black Liezel Huber                                | Amélie Mauresmo Daniela Hantuchová         | Marija Kirilenko Francesca Schiavone Conchita Martínez Marion Bartoli          |
| 21 febbraio | Abierto Mexicano de Tenis 2005 Acapulco, Messico Terra rossa Singolare - Doppio       | Tier III  | Flavia Pennetta 3–6, 7–5, 6–3                        | Ľudmila Cervanová                                      | Antonella Serra Zanetti Dally Randriantefy | Lilia Osterloh Catalina Castaño Émilie Loit Arantxa Parra Santonja             |
| 21 febbraio | Abierto Mexicano de Tenis 2005 Acapulco, Messico Terra rossa Singolare - Doppio       | Tier III  | Alina Židkova Tetjana Perebyjnis 7–5, 6–3            | Rosa María Andrés Rodríguez Conchita Martínez Granados | Antonella Serra Zanetti Dally Randriantefy | Lilia Osterloh Catalina Castaño Émilie Loit Arantxa Parra Santonja             |
| 28 febbraio | Dubai Tennis Championships 2005 Dubai, Emirati Arabi Uniti Cemento Singolare - Doppio | Tier II   | Lindsay Davenport 6–4, 3–6, 6–4                      | Jelena Janković                                        | Patty Schnyder Serena Williams             | Conchita Martínez Anastasija Myskina Sania Mirza Daniela Hantuchová            |
| 28 febbraio | Dubai Tennis Championships 2005 Dubai, Emirati Arabi Uniti Cemento Singolare - Doppio | Tier II   | Virginia Ruano Pascual Paola Suárez 6(7)–7, 6–2, 6–1 | Svetlana Kuznecova Alicia Molik                        | Patty Schnyder Serena Williams             | Conchita Martínez Anastasija Myskina Sania Mirza Daniela Hantuchová            |

## Marzo
| Settimana | Torneo                                                              | Categoria | Vincitrici                                       | Finaliste                         | Semifinaliste                    | Eliminate ai quarti                                                  |
| --------- | ------------------------------------------------------------------- | --------- | ------------------------------------------------ | --------------------------------- | -------------------------------- | -------------------------------------------------------------------- |
| 7 marzo   | Indian Wells Open 2005 Indian Wells, USA Cemento Singolare - Doppio | Tier I    | Kim Clijsters 6–4, 4–6, 6–2                      | Lindsay Davenport                 | Marija Šarapova Elena Dement'eva | Nathalie Dechy Mary Pierce Svetlana Kuznecova Conchita Martínez      |
| 7 marzo   | Indian Wells Open 2005 Indian Wells, USA Cemento Singolare - Doppio | Tier I    | Virginia Ruano Pascual Paola Suárez 7–6(3), 6–1  | Nadia Petrova Meghann Shaughnessy | Marija Šarapova Elena Dement'eva | Nathalie Dechy Mary Pierce Svetlana Kuznecova Conchita Martínez      |
| 21 marzo  | NASDAQ-100 Open 2005 Miami, USA Cemento Singolare - Doppio          | Tier I    | Kim Clijsters 6–3, 7–5                           | Marija Šarapova                   | Amélie Mauresmo Venus Williams   | Ana Ivanović Elena Dement'eva Serena Williams Justine Henin-Hardenne |
| 21 marzo  | NASDAQ-100 Open 2005 Miami, USA Cemento Singolare - Doppio          | Tier I    | Svetlana Kuznecova Alicia Molik 7–5, 6(5)–7, 6–2 | Lisa Raymond Rennae Stubbs        | Amélie Mauresmo Venus Williams   | Ana Ivanović Elena Dement'eva Serena Williams Justine Henin-Hardenne |

## Aprile
| Settimana | Torneo                                                                             | Categoria | Vincitrici                                             | Finaliste                            | Semifinaliste                  | Eliminate ai quarti                                                 |
| --------- | ---------------------------------------------------------------------------------- | --------- | ------------------------------------------------------ | ------------------------------------ | ------------------------------ | ------------------------------------------------------------------- |
| 4 aprile  | Bausch & Lomb Championships 2005 Amelia Island, USA Terra verde Singolare - Doppio | Tier II   | Lindsay Davenport 7–5, 7–5                             | Silvia Farina Elia                   | Nadia Petrova Virginie Razzano | Venus Williams Shinobu Asagoe Vera Zvonarëva Serena Williams        |
| 4 aprile  | Bausch & Lomb Championships 2005 Amelia Island, USA Terra verde Singolare - Doppio | Tier II   | Bryanne Stewart Samantha Stosur 6–4, 6–2               | Květa Peschke Patty Schnyder         | Nadia Petrova Virginie Razzano | Venus Williams Shinobu Asagoe Vera Zvonarëva Serena Williams        |
| 11 aprile | Family Circle Cup 2005 Charleston, USA Terra verde Singolare - Doppio              | Tier I    | Justine Henin-Hardenne 7–5, 6–4                        | Elena Dement'eva                     | Tatiana Golovin Patty Schnyder | Lindsay Davenport Nadia Petrova Nicole Vaidišová Katarina Srebotnik |
| 11 aprile | Family Circle Cup 2005 Charleston, USA Terra verde Singolare - Doppio              | Tier I    | Conchita Martínez Virginia Ruano Pascual 6–1, 6–4      | Iveta Benešová Květa Peschke         | Tatiana Golovin Patty Schnyder | Lindsay Davenport Nadia Petrova Nicole Vaidišová Katarina Srebotnik |
| 25 aprile | Warsaw Open 2005 Varsavia, Polonia Terra rossa Singolare - Doppio                  | Tier II   | Justine Henin-Hardenne 3–6, 6–2, 7–5                   | Svetlana Kuznecova                   | Ana Ivanović Kim Clijsters     | Nathalie Dechy Patty Schnyder Elena Bovina Silvia Farina Elia       |
| 25 aprile | Warsaw Open 2005 Varsavia, Polonia Terra rossa Singolare - Doppio                  | Tier II   | Tetjana Perebyjnis Barbora Záhlavová-Strýcová 6–1, 6–4 | Klaudia Jans-Ignacik Alicja Rosolska | Ana Ivanović Kim Clijsters     | Nathalie Dechy Patty Schnyder Elena Bovina Silvia Farina Elia       |
| 25 aprile | Estoril Open 2005 Oeiras, Portogallo Terra rossa Singolare - Doppio                | Tier V    | Lucie Šafářová 6(4)–7, 6–4, 6–3                        | Li Na                                | Gisela Dulko Dinara Safina     | Mariana Díaz Oliva Zheng Jie Dally Randriantefy Jill Craybas        |
| 25 aprile | Estoril Open 2005 Oeiras, Portogallo Terra rossa Singolare - Doppio                | Tier V    | Li Ting Sun Tiantian 6–3, 6–1                          | Michaëlla Krajicek Henrieta Nagyová  | Gisela Dulko Dinara Safina     | Mariana Díaz Oliva Zheng Jie Dally Randriantefy Jill Craybas        |

## Maggio
| Settimana | Torneo                                                                          | Categoria   | Vincitrici                                                     | Finaliste                                        | Semifinaliste                     | Eliminate ai quarti                                                                   |
| --------- | ------------------------------------------------------------------------------- | ----------- | -------------------------------------------------------------- | ------------------------------------------------ | --------------------------------- | ------------------------------------------------------------------------------------- |
| 2 maggio  | Qatar Telecom German Open 2005 Berlino, Germania Singolare - Doppio             | Tier I      | Justine Henin-Hardenne 6–3, 4–6, 6–3                           | Nadia Petrova                                    | Patty Schnyder Jelena Janković    | Marija Šarapova Svetlana Kuznecova Elena Bovina Amélie Mauresmo                       |
| 2 maggio  | Qatar Telecom German Open 2005 Berlino, Germania Singolare - Doppio             | Tier I      | Elena Lichovceva Vera Zvonarëva 4–6, 6–4, 6–3                  | Cara Black Liezel Huber                          | Patty Schnyder Jelena Janković    | Marija Šarapova Svetlana Kuznecova Elena Bovina Amélie Mauresmo                       |
| 2 maggio  | Grand Prix SAR La Princesse Lalla Meryem 2005 Rabat, Marocco Singolare - Doppio | Tier IV     | Nuria Llagostera Vives 6–4, 6–2                                | Zheng Jie                                        | Li Na Émilie Loit                 | Antonella Serra Zanetti Tathiana Garbin Lourdes Domínguez Lino Arantxa Parra Santonja |
| 2 maggio  | Grand Prix SAR La Princesse Lalla Meryem 2005 Rabat, Marocco Singolare - Doppio | Tier IV     | Émilie Loit Barbora Záhlavová-Strýcová 3–6, 7–6(5), 7–5        | Lourdes Domínguez Lino Nuria Llagostera Vives    | Li Na Émilie Loit                 | Antonella Serra Zanetti Tathiana Garbin Lourdes Domínguez Lino Arantxa Parra Santonja |
| 9 maggio  | Internazionali d'Italia 2005 Roma, Italia Singolare - Doppio                    | Tier I      | Amélie Mauresmo 2–6, 6–3, 6–4                                  | Patty Schnyder                                   | Marija Šarapova Vera Zvonarëva    | Elena Bovina Evgenija Lineckaja Francesca Schiavone Conchita Martínez                 |
| 9 maggio  | Internazionali d'Italia 2005 Roma, Italia Singolare - Doppio                    | Tier I      | Cara Black Liezel Huber 6–0, 4–6, 6–1                          | Marija Kirilenko Anabel Medina Garrigues         | Marija Šarapova Vera Zvonarëva    | Elena Bovina Evgenija Lineckaja Francesca Schiavone Conchita Martínez                 |
| 9 maggio  | Prague Open 2005 Praga, Repubblica Ceca Singolare - Doppio                      | Tier IV     | Dinara Safina 7–6(2), 6–3                                      | Zuzana Ondrášková                                | Laura Pous Tió Klára Koukalová    | Iveta Benešová Kristina Brandi Mariana Díaz Oliva Jill Craybas                        |
| 9 maggio  | Prague Open 2005 Praga, Repubblica Ceca Singolare - Doppio                      | Tier IV     | Émilie Loit Nicole Pratt 6(6)–7, 6–4, 6–4                      | Jelena Kostanić Tošić Barbora Záhlavová-Strýcová | Laura Pous Tió Klára Koukalová    | Iveta Benešová Kristina Brandi Mariana Díaz Oliva Jill Craybas                        |
| 16 maggio | Internationaux de Strasbourg 2005 Strasburgo, Francia Singolare - Doppio        | Tier III    | Anabel Medina Garrigues 6–4, 6–3                               | Marta Domachowska                                | Nathalie Dechy Dally Randriantefy | Stéphanie Cohen-Aloro Vera Duševina Karolina Šprem Peng Shuai                         |
| 16 maggio | Internationaux de Strasbourg 2005 Strasburgo, Francia Singolare - Doppio        | Tier III    | Rosa María Andrés Rodríguez Andreea Vanc 6–3, 6–1              | Marta Domachowska Marlene Weingärtner            | Nathalie Dechy Dally Randriantefy | Stéphanie Cohen-Aloro Vera Duševina Karolina Šprem Peng Shuai                         |
| 16 maggio | Istanbul Cup 2005 Istanbul, Turchia Singolare - Doppio                          | Tier III    | Venus Williams 6–3, 6–2                                        | Nicole Vaidišová                                 | Cvetana Pironkova Anna Smashnova  | Anna Čakvetadze Shahar Peer Mashona Washington Anna-Lena Grönefeld                    |
| 16 maggio | Istanbul Cup 2005 Istanbul, Turchia Singolare - Doppio                          | Tier III    | Marta Marrero Antonella Serra Zanetti 6–4, 6–0                 | Daniela Klemenschits Sandra Klemenschits         | Cvetana Pironkova Anna Smashnova  | Anna Čakvetadze Shahar Peer Mashona Washington Anna-Lena Grönefeld                    |
| 23 maggio | Open di Francia 2005 Parigi, Francia Terra rossa Singolare - Doppio - Misto     | Grande Slam | Justine Henin-Hardenne 6–1, 6–1                                | Mary Pierce                                      | Elena Lichovceva Nadia Petrova    | Lindsay Davenport Sesil Karatančeva Ana Ivanović Marija Šarapova                      |
| 23 maggio | Open di Francia 2005 Parigi, Francia Terra rossa Singolare - Doppio - Misto     | Grande Slam | Virginia Ruano Pascual Paola Suárez 4–6, 6–3, 6–3              | Cara Black Liezel Huber                          | Elena Lichovceva Nadia Petrova    | Lindsay Davenport Sesil Karatančeva Ana Ivanović Marija Šarapova                      |
| 23 maggio | Open di Francia 2005 Parigi, Francia Terra rossa Singolare - Doppio - Misto     | Grande Slam | Doppio Misto: Fabrice Santoro Daniela Hantuchová 3–6, 6–3, 6–2 | Leander Paes Martina Navrátilová                 | Elena Lichovceva Nadia Petrova    | Lindsay Davenport Sesil Karatančeva Ana Ivanović Marija Šarapova                      |

## Giugno
| Settimana | Torneo                                                                                    | Categoria   | Vincitrici                                              | Finaliste                             | Semifinaliste                    | Eliminate ai quarti                                                     |
| --------- | ----------------------------------------------------------------------------------------- | ----------- | ------------------------------------------------------- | ------------------------------------- | -------------------------------- | ----------------------------------------------------------------------- |
| 6 giugno  | DFS Classic 2005 Birmingham, Gran Bretagna Erba Singolare - Doppio                        | Tier III    | Marija Šarapova 6–2, 4–6, 6–1                           | Jelena Janković                       | Tatiana Golovin Laura Granville  | Eléni Daniilídou Anna Čakvetadze Mashona Washington Tamarine Tanasugarn |
| 6 giugno  | DFS Classic 2005 Birmingham, Gran Bretagna Erba Singolare - Doppio                        | Tier III    | Daniela Hantuchová Ai Sugiyama 6–2, 6–3                 | Eléni Daniilídou Jennifer Russell     | Tatiana Golovin Laura Granville  | Eléni Daniilídou Anna Čakvetadze Mashona Washington Tamarine Tanasugarn |
| 13 giugno | International Women's Open 2005 Eastbourne, Gran Bretagna Erba Singolare - Doppio         | Tier II     | Kim Clijsters 7–5, 6–0                                  | Vera Duševina                         | Roberta Vinci Svetlana Kuznecova | Marion Bartoli Anastasija Myskina Mashona Washington Nathalie Dechy     |
| 13 giugno | International Women's Open 2005 Eastbourne, Gran Bretagna Erba Singolare - Doppio         | Tier II     | Lisa Raymond Rennae Stubbs 6–3, 7–5                     | Elena Lichovceva Vera Zvonarëva       | Roberta Vinci Svetlana Kuznecova | Marion Bartoli Anastasija Myskina Mashona Washington Nathalie Dechy     |
| 13 giugno | Ordina Open 2005 's-Hertogenbosch, Paesi Bassi Erba Singolare - Doppio                    | Tier III    | Klára Koukalová 3–6, 6–2, 6–2                           | Lucie Šafářová                        | Meghann Shaughnessy Gisela Dulko | Denisa Chládková Michaëlla Krajicek Dinara Safina Nadia Petrova         |
| 13 giugno | Ordina Open 2005 's-Hertogenbosch, Paesi Bassi Erba Singolare - Doppio                    | Tier III    | Anabel Medina Garrigues Dinara Safina 6–4, 2–6, 7–6(11) | Iveta Benešová Nuria Llagostera Vives | Meghann Shaughnessy Gisela Dulko | Denisa Chládková Michaëlla Krajicek Dinara Safina Nadia Petrova         |
| 20 giugno | Torneo di Wimbledon 2005 Wimbledon, Londra, Gran Bretagna Erba Singolare - Doppio - Misto | Grande Slam | Venus Williams 4–6, 7–6(4), 9–7                         | Lindsay Davenport                     | Amélie Mauresmo Marija Šarapova  | Svetlana Kuznecova Anastasija Myskina Mary Pierce Nadia Petrova         |
| 20 giugno | Torneo di Wimbledon 2005 Wimbledon, Londra, Gran Bretagna Erba Singolare - Doppio - Misto | Grande Slam | Cara Black Liezel Huber 6–2, 6–1                        | Svetlana Kuznecova Amélie Mauresmo    | Amélie Mauresmo Marija Šarapova  | Svetlana Kuznecova Anastasija Myskina Mary Pierce Nadia Petrova         |
| 20 giugno | Torneo di Wimbledon 2005 Wimbledon, Londra, Gran Bretagna Erba Singolare - Doppio - Misto | Grande Slam | Doppio Misto: Mahesh Bhupathi Mary Pierce 6–4, 6–2      | Paul Hanley Tetjana Perebyjnis        | Amélie Mauresmo Marija Šarapova  | Svetlana Kuznecova Anastasija Myskina Mary Pierce Nadia Petrova         |

## Luglio
| Settimana | Torneo                                                                                  | Categoria | Vincitrici                                        | Finaliste                               | Semifinaliste                        | Eliminate ai quarti                                                         |
| --------- | --------------------------------------------------------------------------------------- | --------- | ------------------------------------------------- | --------------------------------------- | ------------------------------------ | --------------------------------------------------------------------------- |
| 11 luglio | Internazionali di Modena 2005 Modena, Italia Terra rossa Singolare - Doppio             | Tier IV   | Anna Smashnova 6–6 (3–0) rit.                     | Tathiana Garbin                         | Ágnes Szávay Flavia Pennetta         | Francesca Schiavone Sanda Mamić Émilie Loit Mariana Díaz Oliva              |
| 11 luglio | Internazionali di Modena 2005 Modena, Italia Terra rossa Singolare - Doppio             | Tier IV   | Julija Bejhel'zymer Mervana Jugić-Salkić 6–2, 6–0 | Gabriela Navrátilová Michaela Paštiková | Ágnes Szávay Flavia Pennetta         | Francesca Schiavone Sanda Mamić Émilie Loit Mariana Díaz Oliva              |
| 18 luglio | Cincinnati Masters 2005 Cincinnati, Stati Uniti Cemento Singolare - Doppio              | Tier III  | Patty Schnyder 6–4, 6–0                           | Akiko Morigami                          | Bethanie Mattek Daniela Hantuchová   | Shahar Peer Jelena Janković Cho Yoon-jeong Sania Mirza                      |
| 18 luglio | Cincinnati Masters 2005 Cincinnati, Stati Uniti Cemento Singolare - Doppio              | Tier III  | Laura Granville Abigail Spears 3–6, 6–2, 6–4      | Květa Peschke María Emilia Salerni      | Bethanie Mattek Daniela Hantuchová   | Shahar Peer Jelena Janković Cho Yoon-jeong Sania Mirza                      |
| 18 luglio | Internazionali Femminili di Palermo 2005 Palermo, Italia Terra rossa Singolare - Doppio | Tier IV   | Anabel Medina Garrigues 6–4, 6–0                  | Klára Koukalová                         | Cvetana Pironkova Flavia Pennetta    | Nathalie Viérin Mariana Díaz Oliva Martina Müller Roberta Vinci             |
| 18 luglio | Internazionali Femminili di Palermo 2005 Palermo, Italia Terra rossa Singolare - Doppio | Tier IV   | Giulia Casoni Marija Korytceva 4–6, 6–3, 7–5      | Klaudia Jans-Ignacik Alicja Rosolska    | Cvetana Pironkova Flavia Pennetta    | Nathalie Viérin Mariana Díaz Oliva Martina Müller Roberta Vinci             |
| 25 luglio | Bank of the West Classic 2005 Stanford, USA Cemento Singolare - Doppio                  | Tier II   | Kim Clijsters 7–5, 6–2                            | Venus Williams                          | Anna-Lena Grönefeld Patty Schnyder   | Nathalie Dechy Daniela Hantuchová Iveta Benešová Jelena Janković            |
| 25 luglio | Bank of the West Classic 2005 Stanford, USA Cemento Singolare - Doppio                  | Tier II   | Cara Black Rennae Stubbs 6–3, 7–5                 | Elena Lichovceva Vera Zvonarëva         | Anna-Lena Grönefeld Patty Schnyder   | Nathalie Dechy Daniela Hantuchová Iveta Benešová Jelena Janković            |
| 25 luglio | Tippmix Budapest Grand Prix 2005 Budapest, Ungheria Terra rossa Singolare - Doppio      | Tier IV   | Anna Smashnova 6–2, 6–2                           | Catalina Castaño                        | Jelena Kostanić Tošić Laura Pous Tió | Anikó Kapros María Antonia Sánchez Lorenzo Martina Suchá Katarina Srebotnik |
| 25 luglio | Tippmix Budapest Grand Prix 2005 Budapest, Ungheria Terra rossa Singolare - Doppio      | Tier IV   | Émilie Loit Katarina Srebotnik 6–1, 3–6, 6–2      | Lourdes Domínguez Lino Marta Marrero    | Jelena Kostanić Tošić Laura Pous Tió | Anikó Kapros María Antonia Sánchez Lorenzo Martina Suchá Katarina Srebotnik |

## Agosto
| Settimana | Torneo                                                                          | Categoria   | Vincitrici                                                | Finaliste                                | Semifinaliste                           | Eliminate ai quarti                                                   |
| --------- | ------------------------------------------------------------------------------- | ----------- | --------------------------------------------------------- | ---------------------------------------- | --------------------------------------- | --------------------------------------------------------------------- |
| 1º agosto | Acura Classic 2005 San Diego, Stati Uniti Cemento Singolare - Doppio            | Tier I      | Mary Pierce 6–0, 6–3                                      | Ai Sugiyama                              | Peng Shuai Akiko Morigami               | Kim Clijsters Patty Schnyder Anna Čakvetadze Sesil Karatančeva        |
| 1º agosto | Acura Classic 2005 San Diego, Stati Uniti Cemento Singolare - Doppio            | Tier I      | Conchita Martínez Virginia Ruano Pascual 6(7)–7, 6–1, 7–5 | Daniela Hantuchová Ai Sugiyama           | Peng Shuai Akiko Morigami               | Kim Clijsters Patty Schnyder Anna Čakvetadze Sesil Karatančeva        |
| 8 agosto  | East West Bank Classic 2005 Los Angeles, USA Cemento Singolare - Doppio         | Tier II     | Kim Clijsters 6–4, 6–1                                    | Daniela Hantuchová                       | Elena Dement'eva Francesca Schiavone    | Marija Šarapova Tathiana Garbin Nadia Petrova Conchita Martínez       |
| 8 agosto  | East West Bank Classic 2005 Los Angeles, USA Cemento Singolare - Doppio         | Tier II     | Elena Dement'eva Flavia Pennetta 6–2, 6–4                 | Angela Haynes Bethanie Mattek            | Elena Dement'eva Francesca Schiavone    | Marija Šarapova Tathiana Garbin Nadia Petrova Conchita Martínez       |
| 8 agosto  | Nordea Nordic Light Open 2005 Stoccolma, Svezia Cemento Singolare - Doppio      | Tier IV     | Katarina Srebotnik 7–5, 6–2                               | Anastasija Myskina                       | Vera Duševina Émilie Loit               | Martina Suchá Catalina Castaño Arantxa Parra Santonja Sofia Arvidsson |
| 8 agosto  | Nordea Nordic Light Open 2005 Stoccolma, Svezia Cemento Singolare - Doppio      | Tier IV     | Émilie Loit Katarina Srebotnik 6–4, 6–3                   | Eva Birnerová Mara Santangelo            | Vera Duševina Émilie Loit               | Martina Suchá Catalina Castaño Arantxa Parra Santonja Sofia Arvidsson |
| 15 agosto | Canada Masters 2005 Toronto, Canada Cemento Singolare - Doppio                  | Tier I      | Kim Clijsters 7–5, 6–1                                    | Justine Henin-Hardenne                   | Anastasija Myskina Amélie Mauresmo      | Gisela Dulko Flavia Pennetta Nicole Vaidišová Nadia Petrova           |
| 15 agosto | Canada Masters 2005 Toronto, Canada Cemento Singolare - Doppio                  | Tier I      | Anna-Lena Grönefeld Martina Navrátilová 5–7, 6–3, 6–4     | Conchita Martínez Virginia Ruano Pascual | Anastasija Myskina Amélie Mauresmo      | Gisela Dulko Flavia Pennetta Nicole Vaidišová Nadia Petrova           |
| 22 agosto | Pilot Pen Tennis 2005 New Haven, USA Cemento Singolare - Doppio                 | Tier II     | Lindsay Davenport 6–4, 6–4                                | Amélie Mauresmo                          | Anna Čakvetadze Anabel Medina Garrigues | Daniela Hantuchová Zheng Jie Elena Dement'eva Anna-Lena Grönefeld     |
| 22 agosto | Pilot Pen Tennis 2005 New Haven, USA Cemento Singolare - Doppio                 | Tier II     | Lisa Raymond Samantha Stosur 6–2, 6(6)–7, 6–1             | Gisela Dulko Marija Kirilenko            | Anna Čakvetadze Anabel Medina Garrigues | Daniela Hantuchová Zheng Jie Elena Dement'eva Anna-Lena Grönefeld     |
| 22 agosto | Forest Hills Tennis Classic 2005 Forest Hills, USA Cemento Singolare            | Tier IV     | Lucie Šafářová 3–6, 7–5, 6–4                              | Sania Mirza                              | Alexa Glatch Iveta Benešová             | Martina Suchá Roberta Vinci Zuzana Ondrášková Antonella Serra Zanetti |
| 29 agosto | US Open 2005 Flushing Meadows, New York, USA Cemento Singolare - Doppio - Misto | Grande Slam | Kim Clijsters 6–3, 6–1                                    | Mary Pierce                              | Marija Šarapova Elena Dement'eva        | Nadia Petrova Venus Williams Amélie Mauresmo Lindsay Davenport        |
| 29 agosto | US Open 2005 Flushing Meadows, New York, USA Cemento Singolare - Doppio - Misto | Grande Slam | Lisa Raymond Samantha Stosur 6–2, 5–7, 6–3                | Elena Dement'eva Flavia Pennetta         | Marija Šarapova Elena Dement'eva        | Nadia Petrova Venus Williams Amélie Mauresmo Lindsay Davenport        |
| 29 agosto | US Open 2005 Flushing Meadows, New York, USA Cemento Singolare - Doppio - Misto | Grande Slam | Doppio Misto: Mahesh Bhupathi Daniela Hantuchová 6–4, 6–2 | Nenad Zimonjić Katarina Srebotnik        | Marija Šarapova Elena Dement'eva        | Nadia Petrova Venus Williams Amélie Mauresmo Lindsay Davenport        |

## Settembre
| Settimana    | Torneo                                                                                            | Categoria | Vincitrici                                           | Finaliste                                | Semifinaliste                     | Eliminate ai quarti                                                 |
| ------------ | ------------------------------------------------------------------------------------------------- | --------- | ---------------------------------------------------- | ---------------------------------------- | --------------------------------- | ------------------------------------------------------------------- |
| 12 settembre | Commonwealth Bank Tennis Classic 2005 Bali, Indonesia Cemento Singolare - Doppio                  | Tier III  | Lindsay Davenport 6–2, 6–4                           | Francesca Schiavone                      | Li Na Patty Schnyder              | Maria Elena Camerin Al'ona Bondarenko Flavia Pennetta Aiko Nakamura |
| 12 settembre | Commonwealth Bank Tennis Classic 2005 Bali, Indonesia Cemento Singolare - Doppio                  | Tier III  | Anna-Lena Grönefeld Meghann Shaughnessy 6–3, 6–3     | Yan Zi Zheng Jie                         | Li Na Patty Schnyder              | Maria Elena Camerin Al'ona Bondarenko Flavia Pennetta Aiko Nakamura |
| 19 settembre | China Open 2005 Pechino, Cina Cemento Singolare - Doppio                                          | Tier II   | Marija Kirilenko 6–3, 6–4                            | Anna-Lena Grönefeld                      | Marija Šarapova Marta Domachowska | Shinobu Asagoe Sun Tiantian Venus Williams Peng Shuai               |
| 19 settembre | China Open 2005 Pechino, Cina Cemento Singolare - Doppio                                          | Tier II   | Nuria Llagostera Vives María Vento-Kabchi 6–2, 6–4   | Yan Zi Zheng Jie                         | Marija Šarapova Marta Domachowska | Shinobu Asagoe Sun Tiantian Venus Williams Peng Shuai               |
| 19 settembre | Sunfeast Open 2005 Calcutta, India Cemento Singolare - Doppio                                     | Tier III  | Anastasija Myskina 6–2, 6–2                          | Karolina Šprem                           | Kaia Kanepi Elena Lichovceva      | Shikha Uberoi Sybille Bammer Melinda Czink Sofia Arvidsson          |
| 19 settembre | Sunfeast Open 2005 Calcutta, India Cemento Singolare - Doppio                                     | Tier III  | Elena Lichovceva Anastasija Myskina 6–1, 6–0         | Neha Uberoi Shikha Uberoi                | Kaia Kanepi Elena Lichovceva      | Shikha Uberoi Sybille Bammer Melinda Czink Sofia Arvidsson          |
| 19 settembre | Slovenia Open WTA 2005 Portorose, Slovenia Cemento Singolare - Doppio                             | Tier IV   | Klára Koukalová 6–2, 4–6, 6–3                        | Katarina Srebotnik                       | Vanessa Henke Eléni Daniilídou    | Meilen Tu Roberta Vinci Séverine Brémond Anabel Medina Garrigues    |
| 19 settembre | Slovenia Open WTA 2005 Portorose, Slovenia Cemento Singolare - Doppio                             | Tier IV   | Anabel Medina Garrigues Roberta Vinci 6–4, 5–7, 6–2  | Jelena Kostanić Tošić Katarina Srebotnik | Vanessa Henke Eléni Daniilídou    | Meilen Tu Roberta Vinci Séverine Brémond Anabel Medina Garrigues    |
| 26 settembre | Fortis Championships Luxembourg 2005 Lussemburgo, Lussemburgo Cemento (indoor) Singolare - Doppio | Tier II   | Kim Clijsters 6–2, 6–4                               | Anna-Lena Grönefeld                      | Nathalie Dechy Dinara Safina      | Francesca Schiavone Daniela Hantuchová Roberta Vinci Nadia Petrova  |
| 26 settembre | Fortis Championships Luxembourg 2005 Lussemburgo, Lussemburgo Cemento (indoor) Singolare - Doppio | Tier II   | Lisa Raymond Samantha Stosur 7–5, 6–1                | Cara Black Rennae Stubbs                 | Nathalie Dechy Dinara Safina      | Francesca Schiavone Daniela Hantuchová Roberta Vinci Nadia Petrova  |
| 26 settembre | Guangzhou International Women's Open 2005 Canton, Cina Cemento Singolare - Doppio                 | Tier III  | Yan Zi 6–4, 4–0 rit.                                 | Nuria Llagostera Vives                   | Zheng Jie Viktoryja Azaranka      | Li Ting Marija Kirilenko Li Na Peng Shuai                           |
| 26 settembre | Guangzhou International Women's Open 2005 Canton, Cina Cemento Singolare - Doppio                 | Tier III  | Maria Elena Camerin Emmanuelle Gagliardi 7–6(5), 6–3 | Neha Uberoi Shikha Uberoi                | Zheng Jie Viktoryja Azaranka      | Li Ting Marija Kirilenko Li Na Peng Shuai                           |
| 26 settembre | Hansol Korea Open 2005 Seul, Corea del Sud Cemento Singolare - Doppio                             | Tier IV   | Nicole Vaidišová 7–5, 6–3                            | Jelena Janković                          | Tatiana Golovin Catalina Castaño  | Vera Duševina Ai Sugiyama Laura Granville Marion Bartoli            |
| 26 settembre | Hansol Korea Open 2005 Seul, Corea del Sud Cemento Singolare - Doppio                             | Tier IV   | Chan Yung-jan Chuang Chia-jung 6–2, 6–4              | Jill Craybas Natalie Grandin             | Tatiana Golovin Catalina Castaño  | Vera Duševina Ai Sugiyama Laura Granville Marion Bartoli            |

## Ottobre
| Settimana  | Torneo                                                                                   | Categoria | Vincitrice                                          | Finalista                                | Semifinaliste                         | Eliminate ai quarti                                                       |
| ---------- | ---------------------------------------------------------------------------------------- | --------- | --------------------------------------------------- | ---------------------------------------- | ------------------------------------- | ------------------------------------------------------------------------- |
| 3 ottobre  | Porsche Tennis Grand Prix 2005 Filderstadt, Germania Cemento (indoor) Singolare - Doppio | Tier II   | Lindsay Davenport 6–2, 6–4                          | Amélie Mauresmo                          | Daniela Hantuchová Elena Dement'eva   | Anastasija Myskina Flavia Pennetta Nadia Petrova Kim Clijsters            |
| 3 ottobre  | Porsche Tennis Grand Prix 2005 Filderstadt, Germania Cemento (indoor) Singolare - Doppio | Tier II   | Daniela Hantuchová Anastasija Myskina 6–0, 3–6, 7–5 | Květa Peschke Francesca Schiavone        | Daniela Hantuchová Elena Dement'eva   | Anastasija Myskina Flavia Pennetta Nadia Petrova Kim Clijsters            |
| 3 ottobre  | Japan Open Tennis Championships 2005 Tokyo, Giappone Cemento Singolare - Doppio          | Tier III  | Nicole Vaidišová 7–6(4), 3–2 rit.                   | Tatiana Golovin                          | Sania Mirza Marija Kirilenko          | Vera Zvonarëva Ai Sugiyama Jill Craybas Sofia Arvidsson                   |
| 3 ottobre  | Japan Open Tennis Championships 2005 Tokyo, Giappone Cemento Singolare - Doppio          | Tier III  | Gisela Dulko Marija Kirilenko 7–5, 4–6, 6–3         | Shinobu Asagoe María Vento-Kabchi        | Sania Mirza Marija Kirilenko          | Vera Zvonarëva Ai Sugiyama Jill Craybas Sofia Arvidsson                   |
| 3 ottobre  | Tashkent Open 2005 Tashkent, Uzbekistan Cemento Singolare - Doppio                       | Tier IV   | Michaëlla Krajicek 6–0, 4–6, 6–3                    | Akgul Amanmuradova                       | Ekaterina Byčkova Maria Elena Camerin | Evgenija Rodina Kateryna Bondarenko Antonella Serra Zanetti Elena Vesnina |
| 3 ottobre  | Tashkent Open 2005 Tashkent, Uzbekistan Cemento Singolare - Doppio                       | Tier IV   | Maria Elena Camerin Émilie Loit 6–3, 6–0            | Anastasija Rodionova Galina Voskoboeva   | Ekaterina Byčkova Maria Elena Camerin | Evgenija Rodina Kateryna Bondarenko Antonella Serra Zanetti Elena Vesnina |
| 10 ottobre | Kremlin Cup 2005 Mosca, Russia Cemento (indoor) Singolare - Doppio                       | Tier I    | Mary Pierce 6–4, 6–3                                | Francesca Schiavone                      | Dinara Safina Elena Dement'eva        | Marija Šarapova Elena Lichovceva Anastasija Myskina Svetlana Kuznecova    |
| 10 ottobre | Kremlin Cup 2005 Mosca, Russia Cemento (indoor) Singolare - Doppio                       | Tier I    | Lisa Raymond Samantha Stosur 6–2, 6–4               | Cara Black Rennae Stubbs                 | Dinara Safina Elena Dement'eva        | Marija Šarapova Elena Lichovceva Anastasija Myskina Svetlana Kuznecova    |
| 10 ottobre | PTT Bangkok Open 2005 Bangkok, Thailandia Cemento (indoor) Singolare - Doppio            | Tier III  | Nicole Vaidišová 6–1, 6(5)–7, 7–5                   | Nadia Petrova                            | Antonella Serra Zanetti Gisela Dulko  | Stéphanie Foretz Gacon Shahar Peer Yuan Meng Conchita Martínez            |
| 10 ottobre | PTT Bangkok Open 2005 Bangkok, Thailandia Cemento (indoor) Singolare - Doppio            | Tier III  | Shinobu Asagoe Gisela Dulko 6–1, 7–5                | Conchita Martínez Virginia Ruano Pascual | Antonella Serra Zanetti Gisela Dulko  | Stéphanie Foretz Gacon Shahar Peer Yuan Meng Conchita Martínez            |
| 17 ottobre | Open di Zurigo 2005 Zurigo, Svizzera Cemento Singolare - Doppio                          | Tier I    | Lindsay Davenport 7–6(5), 6–3                       | Patty Schnyder                           | Anastasija Myskina Ana Ivanović       | Francesca Schiavone Elena Dement'eva Flavia Pennetta Katarina Srebotnik   |
| 17 ottobre | Open di Zurigo 2005 Zurigo, Svizzera Cemento Singolare - Doppio                          | Tier I    | Cara Black Rennae Stubbs 6(6)–7, 7–6(4), 6–3        | Daniela Hantuchová Ai Sugiyama           | Anastasija Myskina Ana Ivanović       | Francesca Schiavone Elena Dement'eva Flavia Pennetta Katarina Srebotnik   |
| 24 ottobre | Generali Ladies Linz 2005 Linz, Austria Cemento (indoor) Singolare - Doppio              | Tier II   | Nadia Petrova 4–6, 6–3, 6–1                         | Patty Schnyder                           | Ana Ivanović Květa Peschke            | Tatiana Golovin Daniela Hantuchová Sybille Bammer Ai Sugiyama             |
| 24 ottobre | Generali Ladies Linz 2005 Linz, Austria Cemento (indoor) Singolare - Doppio              | Tier II   | Gisela Dulko Květa Peschke 6–2, 6–3                 | Conchita Martínez Virginia Ruano Pascual | Ana Ivanović Květa Peschke            | Tatiana Golovin Daniela Hantuchová Sybille Bammer Ai Sugiyama             |
| 24 ottobre | Gaz de France Stars 2005 Hasselt, Belgio Cemento (indoor) Singolare - Doppio             | Tier III  | Kim Clijsters 6–2, 6–3                              | Francesca Schiavone                      | Dinara Safina Michaëlla Krajicek      | Julia Schruff Katarina Srebotnik Samantha Stosur Nathalie Dechy           |
| 24 ottobre | Gaz de France Stars 2005 Hasselt, Belgio Cemento (indoor) Singolare - Doppio             | Tier III  | Émilie Loit Katarina Srebotnik 6–3, 6–4             | Michaëlla Krajicek Ágnes Szávay          | Dinara Safina Michaëlla Krajicek      | Julia Schruff Katarina Srebotnik Samantha Stosur Nathalie Dechy           |
| 31 ottobre | Advanta Championships Philadelphia 2005 Filadelfia, USA Cemento Singolare - Doppio       | Tier II   | Amélie Mauresmo 7–5, 2–6, 7–5                       | Elena Dement'eva                         | Nadia Petrova Nicole Vaidišová        | Martina Suchá Květa Peschke Mashona Washington Lisa Raymond               |
| 31 ottobre | Advanta Championships Philadelphia 2005 Filadelfia, USA Cemento Singolare - Doppio       | Tier II   | Cara Black Rennae Stubbs 6–4, 7–6(4)                | Lisa Raymond Samantha Stosur             | Nadia Petrova Nicole Vaidišová        | Martina Suchá Květa Peschke Mashona Washington Lisa Raymond               |
| 31 ottobre | Bell Challenge 2005 Québec, Canada Cemento (indoor) Singolare - Doppio                   | Tier III  | Amy Frazier 6–1, 7–5                                | Sofia Arvidsson                          | Nathalie Dechy Marion Bartoli         | Stéphanie Dubois Henrieta Nagyová Elena Vesnina Shenay Perry              |
| 31 ottobre | Bell Challenge 2005 Québec, Canada Cemento (indoor) Singolare - Doppio                   | Tier III  | Anastasija Rodionova Elena Vesnina 6(4)–7, 6–4, 6–2 | Līga Dekmeijere Ashley Harkleroad        | Nathalie Dechy Marion Bartoli         | Stéphanie Dubois Henrieta Nagyová Elena Vesnina Shenay Perry              |

## Novembre
| Settimana  | Torneo                                                                  | Categoria | Vincitrice                                    | Finalista                | Semifinaliste                     | Eliminate ai quarti                                         |
| ---------- | ----------------------------------------------------------------------- | --------- | --------------------------------------------- | ------------------------ | --------------------------------- | ----------------------------------------------------------- |
| 7 novembre | WTA Tour Championships 2005 Los Angeles, USA Cemento Singolare - Doppio | N/A       | Amélie Mauresmo 5–7, 7–6(3), 6–4              | Mary Pierce              | Lindsay Davenport Marija Šarapova | Patty Schnyder Nadia Petrova Kim Clijsters Elena Dement'eva |
| 7 novembre | WTA Tour Championships 2005 Los Angeles, USA Cemento Singolare - Doppio | N/A       | Lisa Raymond Samantha Stosur 6(5)–7, 7–5, 6–4 | Cara Black Rennae Stubbs | Lindsay Davenport Marija Šarapova | Patty Schnyder Nadia Petrova Kim Clijsters Elena Dement'eva |

## Dicembre
Nessun evento

## Ranking a fine anno
Nella tabella riportata sono presenti le prime dieci tenniste a fine stagione.

### Singolare
| #   | Giocatrice                | Punti | Rank. 2004 | /       |
| 1.  | Lindsay Davenport (USA)   | 4.910 | 1          | Stabile |
| 2.  | Kim Clijsters (BEL)       | 4.829 | 22         | 20      |
| 3.  | Amélie Mauresmo (FRA)     | 4.030 | 2          | 1       |
| 4.  | Marija Šarapova (RUS)     | 3.958 | 4          | Stabile |
| 5.  | Mary Pierce (FRA)         | 3.797 | 29         | 24      |
| 6.  | Justine Henin (BEL)       | 2.936 | 5          | 1       |
| 7.  | Patty Schnyder (CHE)      | 2.774 | 8          | 1       |
| 8.  | Elena Dement'eva (RUS)    | 2.748 | 6          | 2       |
| 9.  | Nadia Petrova (USA)       | 2.638 | 12         | 3       |
| 10. | Venus Williams (USA)      | 2.628 | 9          | 1       |
| 11. | Serena Williams (USA)     | 1.851 | 7          | 4       |
| 12. | Nathalie Dechy (FRA)      | 1.773 | 21         | 9       |
| 13. | Francesca Schiavone (ITA) | 1.704 | 19         | 6       |
| 14. | Anastasia Myskina (RUS)   | 1.616 | 3          | 11      |
| 15. | Nicole Vaidišová (CZE)    | 1.581 | 75         | 60      |
| 16. | Ana Ivanović (SCG)        | 1.551 | 101        | 75      |
| 17. | Elena Likhovtseva (RUS)   | 1.519 | 24         | 7       |
| 18. | Svetlana Kuznecova (RUS)  | 1.491 | 5          | 13      |
| 19. | Daniela Hantuchová (SVK)  | 1.486 | 31         | 12      |
| 20. | Dinara Safina (RUS)       | 1.372 | 44         | 24      |